# Radixin
A radixin az RDX gén által kódolt fehérje.
A radixin 82 kDa-os sejtvázfehérje, mely fontos lehet az aktin sejtmembránhoz kapcsolásában. Erősen hasonlít szekvenciája az ezrinre és a moezinre. Fluoreszcencia-in situ-hibridizációval lokalizálták a 11q22.3 sávhoz. Egy rövidebb pszeudogén (RDXP2) található az Xp21.3 sávon. Egy intronmentes pszeudogén (RDXP1) a 11p karon található Southern blot- és PCR-elemzések alapján.

## Felfedezése
A radixint 1989 júniusában fedezték fel Tsukida et al.

## Funkció

### Adhézió
A radixin feladata a sejt-sejt adhézió. Az aktin durva végén található, innen a neve (radix latinul gyökér). Nem található meg sejt-szubsztrát adhéziós kapcsolatokban.
Immunfluoreszcencia-mikroszkópián alapuló vizsgálatok kimutatták a radixin jelenlétét szekréciós ameloblasztok közt.

## Klinikai jelentőség

### Vírusok
A koronavírusok az ezrin és a radixin FERM doménjeihez [FY]×[FILV] SLiM révén kötnek.

## Kölcsönhatások
A radixin a GNA13-mal kölcsönhat.

## Fordítás
Ez a szócikk részben vagy egészben  a   Radixin című angol Wikipédia-szócikk ezen változatának fordításán alapul.  Az eredeti cikk szerkesztőit annak laptörténete sorolja fel. Ez a jelzés csupán a megfogalmazás eredetét és a szerzői jogokat jelzi, nem szolgál a cikkben szereplő információk forrásmegjelöléseként.